# Вињети II (Рим)
Вињети II је насеље у Италији у округу Рим, региону Лацио.
Према процени из 2011. у насељу је живело 52 становника. Насеље се налази на надморској висини од 182 м.